# 弗雷桑库尔
弗雷桑库尔（法語：Fressancourt，法語發音：[fʁɛsɑ̃kuʁ]）是法国上法蘭西大區埃纳省的一个市镇，属于拉昂区。

## 地理
弗雷桑库尔（49°37'57"N, 3°25'32"E）面积2.51 平方千米，位于法国上法蘭西大區埃纳省，该省份为法国北部内陆省份，北起北部省，西接索姆省和瓦兹省，东临阿登省和马恩省，西南至塞纳-马恩省，东北部与比利时接壤。
与弗雷桑库尔接壤的市镇（或旧市镇、城区）包括：贝托库尔-埃普尔通、富尔德兰、罗热库尔、圣戈班、韦尔西尼。

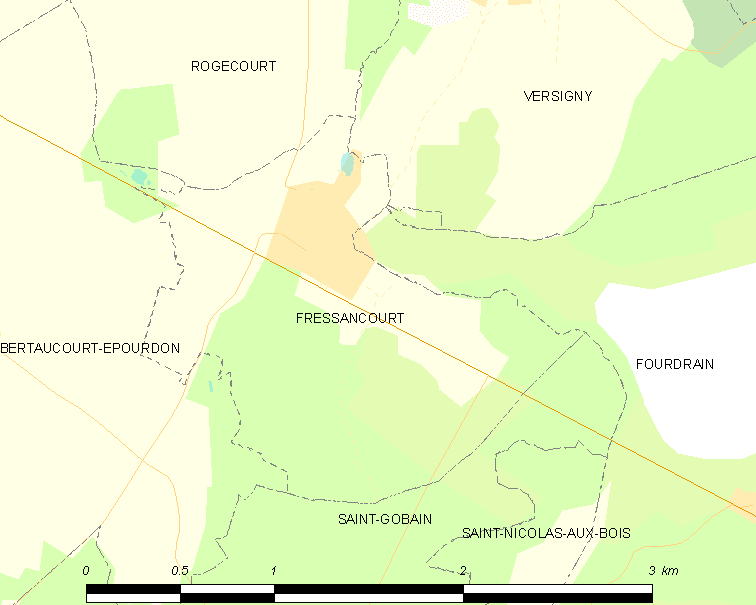
弗雷桑库尔的OSM定位图

弗雷桑库尔的时区为UTC+01:00、UTC+02:00（夏令时）。

## 行政
弗雷桑库尔的邮政编码为02800，INSEE市镇编码为02335。

## 政治
弗雷桑库尔所属的省级选区为泰爾尼耶縣。

## 人口

1962-2008年间弗雷桑库尔人口变化图示

弗雷桑库尔于2022年1月1日时的人口数量为171人。